# Hudiksvalls Trävaru AB

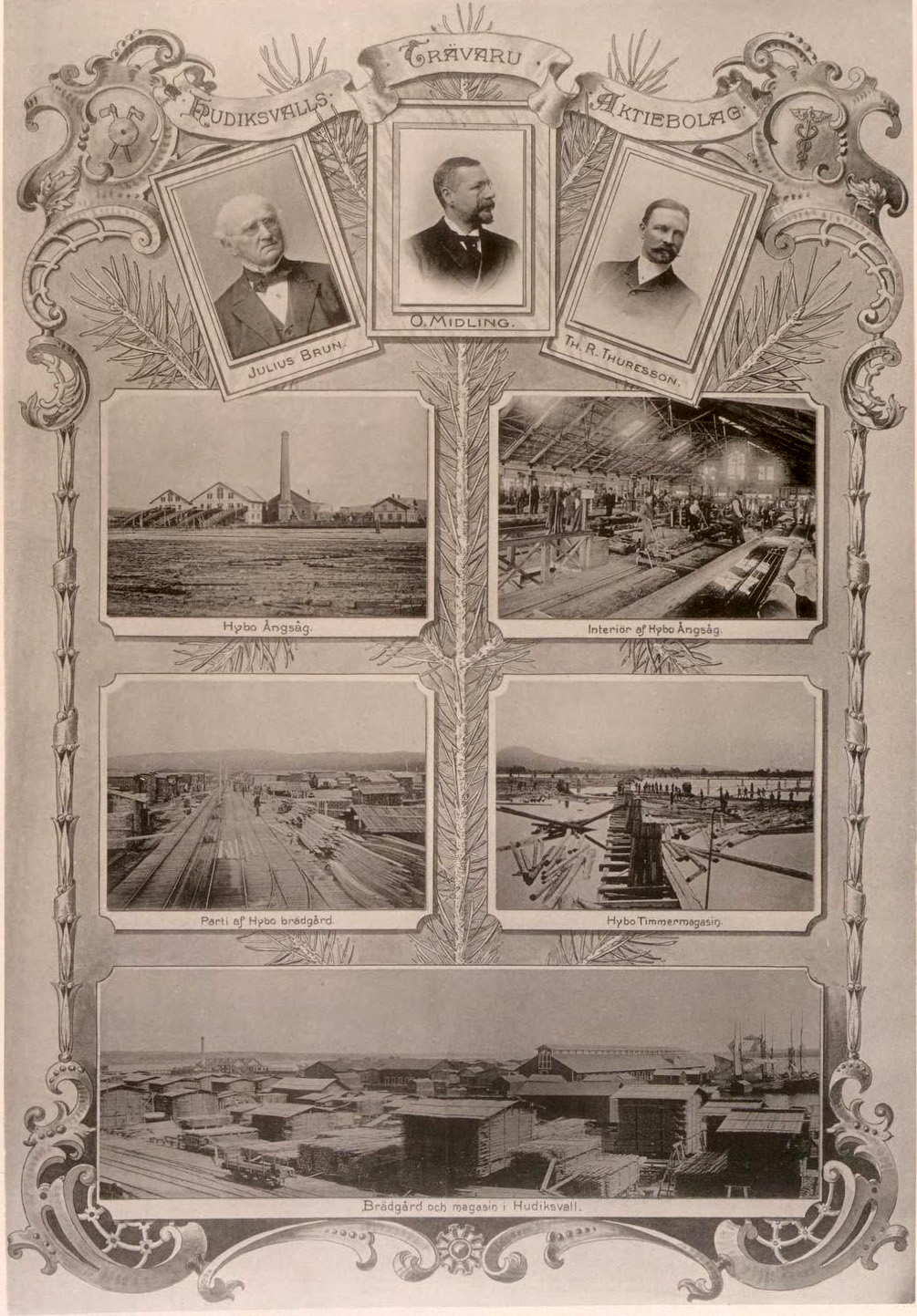
Hudiksvalls trävaruaktiebolag presenterat i bildverk omkring år 1900.

Hudiksvalls Trävaru AB (HTAB) var ett skogsbolag bildat 1868.
År 1903 förvärvades Iggesunds Bruk och 1918 gick moderbolaget samman med detta. Sågverk fanns främst i Näsviken, Håstaholmen, Hybo, Bergsjö och Karsjö.

## Historia
Hudiksvalls Trävaru AB hade sitt ursprung i det år 1857 bildade Hudiksvall Steam Sawing Mill Co Ltd, allmänt kallat "Engelska bolaget". Detta bildades i London av en grupp engelska finansiärer tillsammans med den svenske handelsmannen Erik Olof Regnander från Hudiksvall.
Regnander hade redan 1856 sammanträffat med några representanter för bolagsbildarna och då ingått en preliminär uppgörelse om skogsköp i Härjedalen för upp till 250 000 rdr. En ångsåg planerades även att byggas i Näsviken, cirka 15 km väster om Hudiksvall, till vilken timret skulle transporteras. 1857–1859 uppfördes sågen, kallad Forsa ångsåg, i Hillen intill Näsviken. För att kunna transportera timret den långa sträckan till sågen anlades en flottled som blev färdig 1861. 1859 byggdes även en brädgård på pålar i fjärden norr om Håstaholmarna utanför Hudiksvall. Dessa stora investeringar medförde emellertid att Engelska bolaget i slutet av 1867 blev tvunget att gå i likvidation.
1868 övertogs hela rörelsen av det nybildade Hudiksvalls Trävaruaktiebolag, som fortsatte det gamla bolaget verksamhet (avverkning, flottning samt sågverket i Hillen). Erik Olof Regnander kom att vara en av delägarna även i detta bolag. Han hade dock lämnat det "Engelska bolaget" redan 1859, och istället fortsatt med att köpa avverkningsrätter i bland annat Härjedalen och Hälsingland. Dessa avverkningsrätter överlät han senare på Västra Hälsinglands Trävaru AB, i vilket Regnander ingick i styrelsen. Det Engelska bolaget köpte Västra Hälsinglands Trävaru AB 1864. Bolagets avverkningsrätter omfattade då cirka 150 000 ha. När Engelska bolaget 1868 övergick till Hudiksvalls Trävaru AB var det således en omfattande råvarubas som medföljde. År 1873 stod en ny ångsåg färdig på Lilla Håstaholmen samtidigt som brädgårdar uppfördes på Stora Håstaholmen och det intilliggande fastlandet.
1882 förvärvades Lerviks ångsåg, främst för att underlätta transporterna. 1885 inköptes även Sandviks ångsåg. En strejk hade samtidigt utbrutit vid Håstaholmens sågverk mot 10 % lönesänkning, och för att säkra leveranserna under strejken köptes just sågen i Sandvik. En mer långsiktig investering krävdes emellertid, och under åren 1886–1888 uppfördes en ny såg i Hybo. Ramar och övrig maskinell utrustning vid Sandviks ångsåg nedmonterades och fraktades till Hybosågen, och många av de anställda flyttade även med till Hybo. År 1885 var produktionen vid Lerviks och Sandviks sågverk en försågning av 113 000 stockar, vilket motsvarade 18 % av Hudiksvalls Trävaru AB:s hela produktionsvolym. När Hybo sågverk och brädgård stod helt färdig 1888 avvecklades verksamheten helt vid Lerviks- och Sandvikssågarna. Håstaholmen kom att drabbas av bränder två gånger på kort tid, 1901 och 1906. Första gången brann sågen och hyvleriet ned, andra gången hela brädgården tillsammans med 75 bostadshus. Allt byggdes dock upp omgående. Forsa ångsåg hade däremot spelat ut sin roll, den lades ned 1911.
1903 köpte Hudiksvalls Trävaru Iggesunds Bruk, som innehade både järnbruk och sågverk. År 1918 skedde en omorganisering, vilket ledde till att Iggesunds Bruk blev moderbolag, och Hudiksvalls Trävaru AB upplöstes. AB Iggesunds Bruk kom att bestå som företag fram till slutet av 1980-talet då det uppgick i Modo-koncernen, namnändrad år 2000 till Holmen.